# Ghazni Khan
Ghazni Khan fou un efímer sobirà farúquida de Khandesh, fill i successor de Daud Khan quan aquest va morir el 28 d'agost de 1508 o 6 d'agost de 1510 (segons les fonts). La situació estava agitada perquè part de la noblesa volia proclamar a Alam Khan. El wazir de la cort, Husayn Ali (Husam al-Din) amb supoprt del seu germà Yar Ali (els dos eren oncles de Ghazni Khan i germans del pare d'aquest), el van enverinar al cap de dos o deu dies (segons les fonts) esperant pujar al tron, però la noblesa amb el suport d'Aghmadnagar va imposar a Alam Khan.